# Битва при Сэкигахаре
Битва при Сэкигахаре (яп. 関ヶ原の戦い Сэкигахара но татакай) — битва в Японии, которая состоялась 21 октября 1600 года, между двумя группами вассалов покойного Тоётоми Хидэёси, боровшимися за власть. Победа досталась войскам так называемой «восточной коалиции», которую возглавлял Токугава Иэясу. Битва при Сэкигахаре является самым масштабным сражением в истории Японии.

## Предыстория
Ода Нобунага медленно, но верно захватил власть над большей частью Японии и контролировал действия сёгуна Асикаги Ёсиаки. Ёсиаки попытался выбраться из подчиненного положения, напав в 1573 году на Оду, однако потерпел неудачу. За это Ода Нобунага изгнал его, тем самым уничтожив сёгунат Асикага. С тех пор никто более не смел бросить вызов Оде до 1582 года, когда его предал близкий сподвижник Акэти Мицухидэ, и вынудил совершить самоубийство в монастыре Хонно. Тоётоми Хидэёси быстро отомстил за своего господина и объединил под своей властью Японию. Хидэёси достиг вершин социальной иерархии, несмотря на своё скромное происхождение (его отец был асигару). Его смерть привела к безвластию, которое в конечном итоге решилось при Сэкигахаре.
Несмотря на то, что Тоётоми Хидэёси объединил всю Японию и укрепил свои силы после осады замка Одавара в 1590, его провальное вторжение в Корею существенно ослабило власть дома Тоётоми, а также лишило поддержки лоялистов и бюрократов, которые, однако, продолжали служить дому и после смерти Тоётоми во время второй кампании. Присутствие Хидэёси и его брата Хидэнаги удерживало от прямого столкновения 2 основные фракции тех времён — поддерживающих Исиду Мицунари и Токугаву Иэясу соответственно, однако после смерти обоих противостояние усилилось и переросло в открытые боевые действия. Отсутствие сёгуна, командующего армиями, создало в японском правительстве политический вакуум.
Токугава Иэясу не имел себе равных в регентском совете по старшинству, рангу, славе и влиянию после смерти Маэды Тосииэ. Пошли слухи, что Иэясу поступит также, как однажды его союзник Ода Нобунага, и присвоит себе наследие Хидэёси. Это было особенно очевидно для бюрократов-лоялистов, подозревавших Иэясу в подстрекательстве среди вассалов Тоётоми.
Позже якобы появился заговор с целью убийства Токугавы Иэясу, и многих сторонников дома Тоётоми, в том числе и сына Маэды Тосие, Тосинагу, обвинили в участии в нём и вынудили подчиниться Иэясу. Несмотря на это, один из назначенных Хидэёси регентов, Уэсуги Кагэкацу, отказался и начал укреплять военную мощь. Когда Иэясу официально обвинил его и вызвал в Киото для объяснений, главный советник Кагэкацу ответил встречным обвинением, высмеивающим злоупотребления и нарушение законов, установленных Хидэёси, что разъярило сёгуна.
Впоследствии, Иэясу позвал на помощь своих многочисленных приверженцев, и направился с ними на север, в земли дома Уэсуги. Использовав эту минуту беспорядков, Исида Мицунари поднял коалицию против Токугавы и его сторонников.
Като Киёмаса и Фукусима Масанори во всеуслышание осуждали бюрократов, в особенности Исиду Мицунари и Кониси Юкинага. Токугава сумел воспользоваться этим, и нанял их для ослабления дома Тоётоми.
Токугава Иэясу двигался с войском на Киото, чтобы захватить власть и стать сёгуном. На его пути стали войска Исиды Мицунари, Кобаякавы Хидэаки и ещё нескольких даймё, включая Симадзу Ёсихиро. Войско Западной коалиции было довольно мощным по численности, однако оно представляло собой рыхлое и непрочное объединение феодальных отрядов во главе с даймё, у каждого из которых были собственные цели. Кроме того, Западная коалиция ещё до сражения была ослаблена внутренними конфликтами: перед боем ходили слухи, что Кобаякава собирается предать Исиду. Также последний не раз оскорбил Симадзу. Эти разногласия успешно использовал Токугава, который, несмотря на то, что западные войска имели огромные тактические преимущества, уже контактировал со многими даймё в Западной армии в течение нескольких месяцев, обещая им земли и снисхождение после битвы, если они перейдут на его сторону.

## Развёртывание войск

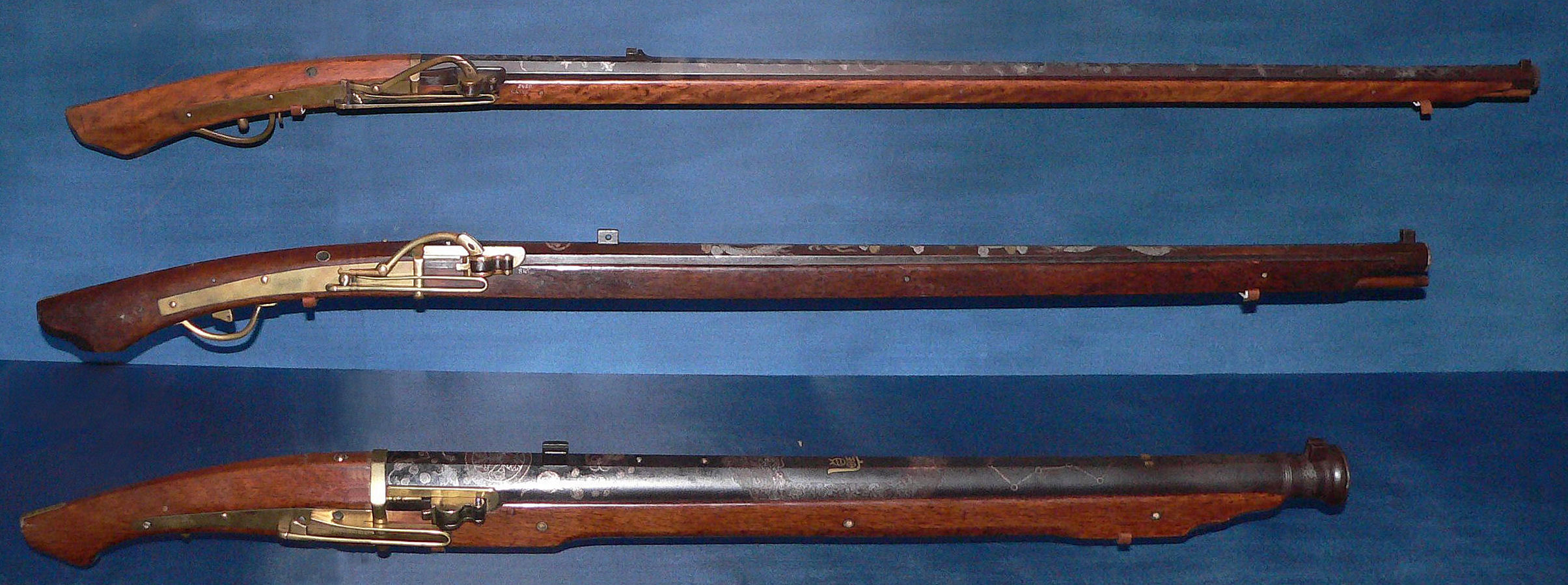
Японские аркебузы типа «танэгасима»

В своей резиденции в замке Саваяма, Исида встретился с Отани Ёсицугу и другими влиятельными людьми. Здесь они заключили союз, назначив его главой Мори Тэрумото. Сегодня это образование называют «Западной коалицией». Мори выбрал замок Осака в качестве главного центра, с тех пор как большая часть армий Токугавы на севере сражались с домом Уэсуги.
Исида хотел соединиться с Мори в неприступной Осаке. Это позволило бы ему контролировать столицу, Киото, и бросить вызов дому Токугава. Он направился в замок Гифу, с тем чтобы использовать его в качестве плацдарма для движения дальше в Киото, управляемый в тот момент его союзником, Одой Хидэнобу.
Возвращаясь в Эдо, Токугава получил сведения о ситуации в районе Кансай и решил перебросить войска. Он лично командовал 30 000 человек, а его подчинённые — 40 000. Это была основная часть т. н. «восточной коалиции».
Армия Токугавы, вышедшая из Эдо, могла использовать всего 2 дороги, и обе сходились у замка Гифу. Иэясу двигался к нему, пока Мицунари задержался в крепости Фусими. Она стояла на полпути между Осакой и Киото, и принадлежала Тори Мотодата, союзнику Токугавы. Исида не мог просто обойти врага, способного захватить его владения, а потому решил напасть на него. Через 10 дней Фусими пал, одновременно с замком Гифу. Это вынудило Мицунари под дождём отступать на юг.
Порох намок под дождём, а солдаты устали после дневного перехода, потому Исида остановился у деревни Сэкигахара. Он развернул отряды на хорошей для защиты точке, окружённой двумя ручьями и возвышенностями. Правый фланг его армии, вставший на холме Мацуо, пополнили солдаты Кобаякавы Хидэаки. Войско Симадзу расположилось между армией Исиды у подножья горы и армии напротив равнины.
20 октября 1600 года Иэясу узнал, что войска Исиды Мицунари встали в оборону возле Сэкигахары. Их сопровождали войска западной коалиции, не столь сильно пострадавшие от погоды. На рассвете следующего дня, авангард Токугавы наткнулся на армию Исиды. Токугава разделил свои войска на две части. Первая была рассеяна на отряды перед противником на равнине. Вторая была оттянута немного к центру равнины и собрана в «кулак». Из-за густого тумана, окутавшего долину после утреннего дождя, ни одно из войск не видело противника. Около 8:00 ветер разогнал туман, и обе армии наконец увидели своего врага. Спустя мгновение битва началась.

## Сражение

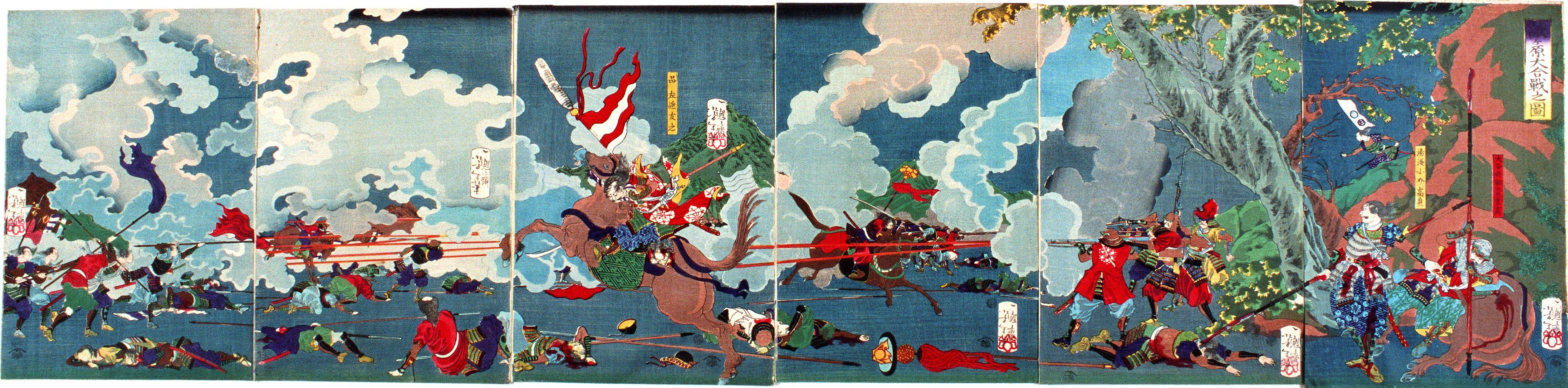
Изображение боя на ширме

Первоначально в Восточной армии Токугавы было 75 000 человек, в то время как Западная армия Исиды насчитывала 120 000 человек. Токугава также имел запас аркебуз. Зная, что Токугава направляется в Осаку, Исида решил покинуть свои позиции и отправился в Сэкигахару.
Иэясу приказал первой части войска атаковать войска у подножья горы, где находилась ставка Исиды, а также отряды напротив равнины. В завязавшейся схватке Исида призвал Симадзу вступить в бой, однако тот отказался. Причиной послужило то, что гонец Исиды не спустился с лошади перед тем, как передать сообщение Симадзу. Кроме того, последний был совсем не уверен - за кого должен воевать: за своего врага Исиду или, по его мнению, узурпировавшего власть Иэясу? Поэтому он предпочёл выждать время.
Тем временем к месту боя подтягивалась вторая часть войска Токугавы, численно превосходившая первую. Увидев приближение главных войск, Кобаякава, согласно секретной договорённости с Иэясу, приказал своей армии атаковать правый фланг войск Исиды, которые совершенно не ожидали такого предательского нападения. Сам Кобаякава повёл часть войска в тыл отряда у равнины. Исход битвы ещё могла решить фланговая атака всех войск Симадзу, но последний все ещё колебался. В конце концов, подошедшая вторая часть войска Токугавы опрокинула деморализованные армии Исиды. Последнему пришлось бежать с поля боя.
К двум часам пополудни армия Западной коалиции полностью прекратила активное сопротивление и самураи войск Токугава принялись прочёсывать местность, вылавливая и истребляя прятавшихся в зарослях неприятелей. В ходе бегства армий Западной коалиции было убито несколько десятков тысяч самураев.

## Итог
Токугава Иэясу одержал решительную победу. В результате сражения восточная коалиция потеряла около восьми тысяч человек убитыми и несколько тысяч ранеными, западная — около сорока тысяч.
Через шесть дней после битвы Исида Мицунари был пойман живым и доставлен в ставку Иэясу. По одной из версий, последний встретился со своим противником, после приказал отправить его в Киото, где его провезли по городу, а затем вместе с несколькими командирами западной коалиции казнили отсечением головы бамбуковыми пилами. По другой же, Исиду Мицунари казнили самым обыкновенным для того времени отсечением головы. Его замок Саваяма был взят через три дня после Сэкигахара, отец Мицунари и вся его семья были также казнены.
После публичной казни Исиды Мицунари и Кониси Юкинага, влияние и слава дома Тоётоми и его сторонников существенно упали. Иэясу перераспределил земли и поместья врагов, отдав их тем, кто помогал ему. Благодаря этому, он получил власть над бывшими землями дома Тоётоми. Изначально это сражение предполагало собою лишь внутреннее столкновение между вассалами Тоётоми. Однако после того, как Токугава Иэясу получил титул сёгуна от императора Го-Ёдзэй, битва обрела намного большее значение. В 1664 году Хаяси Гахо, историк Токугавы, подытожил последствия сражения так: «Злодеи и разбойники проиграли, весь мир подчинился господину Иэясу и теперь восхваляет принесённый порядок, чествует его ратные подвиги».

### Семена раздора
Три важных рода не смогли легко отделаться после битвы:
- Дом Мори во главе с Мори Тэрумото, затаил большую злобу на Токугаву за то, что тот отобрал у них провинцию Аки и выгнал в княжество Тёсю, хотя дом вообще не принимал участия в сражении[13].
- Дом Симадзу во главе с Симадзу Ёсихиро, винил в поражении плохую разведку. И хотя их не выселили из родной провинции Сацума, они не были слепо верны сёгунату Токугава. Благодаря тому, что от Кюсю до Эдо довольно далеко, а также своему продвинутому шпионажу, дом Симадзу был почти что автономным княжеством, особенно в последние дни сёгуната, когда он стал, по сути, независимым государством.
- Дом Тёсокабэ во главе с Тёсокабэ Моритика, был лишен всех титулов и изгнан. Бывшие подданные дома так и не пришли к соглашению с новой правящей семьёй, домом Ямаути, ибо те назначали их на более низкие должности, чем собственных, а иногда даже несправедливо наказывали. Такие различия сохранились и в поколениях после окончательного падения Тёсокабэ.

Потомки этих трёх кланов сотрудничали в течение двух веков с целью свергнуть сёгунат Токугава, и в итоге возглавили реставрацию Мэйдзи.